# Andrew McCutchen
- Pirates de Pittsburgh (2023- )

Andrew Stefan McCutchen (né le 10 octobre 1986 à Fort Meade, Floride, États-Unis) est un voltigeur des Brewers de Milwaukee dans la Ligue majeure de baseball. 
Il joue de 2009 à 2017 pour les Pirates de Pittsburgh. Élu joueur par excellence de la Ligue nationale en 2013, Andrew McCutchen compte cinq sélections au match des étoiles. Il a remporté le Bâton d'argent pour ses performances offensives en 2012, 2013 et 2014 ainsi qu'un Gant doré pour son jeu défensif en 2012.

## Biographie

### Pirates de Pittsburgh
Après des études secondaires à la Fort Meade High School de Fort Meade (Floride), Andrew McCutchen est repêché le 7 juin 2005 par les Pirates de Pittsburgh au premier tour de sélection (11e choix). Il perçoit un bonus de 1 950 000 dollars à la signature de son premier contrat professionnel le 16 juin 2005.

#### Saison 2009
McCutchen réussit à frapper un coup sûr lors de son premier passage au bâton en majeures et compte deux simples, un point produit, trois points marqués et une base volée à l'issue de la partie.
Auteur d'une solide première saison au plus haut niveau, McCutchen termine quatrième du vote désignant la meilleure recrue de l'année 2009 en Ligue nationale. Il est même désigné meilleure recrue de l'année par le magazine Baseball America.

#### Saison 2010
Même efficacité lors de la saison 2010 avec en point d'orgue le match du 14 mai 2010 face aux Cubs de Chicago au cours duquel il frappe cinq coups sûrs en cinq présences au bâton et marque cinq points. Passé la déception d'être absent du match des étoiles, McCutchen connait un mois d'août 2010 difficile avant de se reprendre en septembre. Il termine la saison avec une moyenne au bâton de 0,286, la même marque que la saison précédente.

#### Saison 2011
McCutchen, 24 ans, est récompensé en juillet 2011 d'une première invitation au match des étoiles du baseball majeur. Le joueur de champ centre des Pirates voit sa moyenne au bâton baisser à ,259 au terme de la saison mais domine son équipe dans plusieurs catégories offensives. Chez les Pirates de 2011, il est premier pour les circuits (23), les points produits (89), les buts volés (23), les points marqués (87), la moyenne de puissance (,456), la moyenne de présence sur les buts (,364) et le total de buts (261). Avec 148 coups sûrs, il n'est devancé que par Neil Walker.

#### Saison 2012

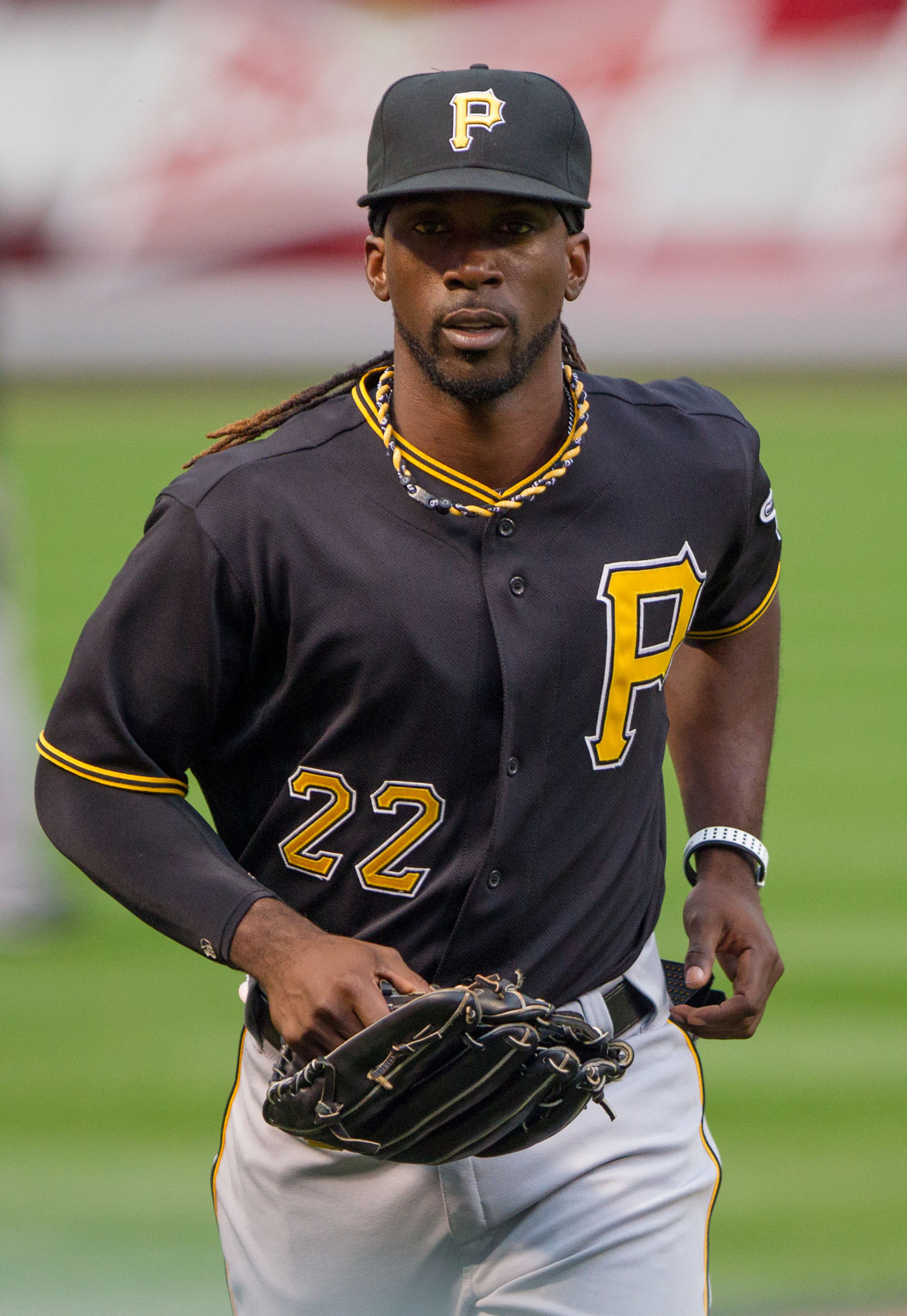
Andrew McCutchen en 2012.

Avant le début de la saison 2012, McCutchen, qui aurait pu être agent libre en 2015, signe une prolongation de contrat de 6 saisons pour 51,5 millions de dollars avec les Pirates.
Avec 40 coups sûrs, 7 circuits, 26 points produits et une moyenne au bâton de ,370, McCutchen est élu meilleur joueur du mois de juin dans la Ligue nationale. Il participe en juillet à son deuxième match d'étoiles et est participant au concours de coups de circuit.
Durant le mois de juillet, il est premier dans les majeures pour les coups sûrs (41), deuxième pour la moyenne au bâton (,446) et troisième pour le total de buts (68), deuxième de la Ligue nationale pour la moyenne de présence sur les buts (,510) et la moyenne de puissance (,739). Ces statistiques lui permettent de décrocher le titre de joueur du mois pour la seconde fois de suite, une première pour un joueur des Pirates depuis Bobby Bonilla en avril et mai 1988.
McCutchen termine 2012 avec la 2e meilleure moyenne au bâton (,327) de la Ligue nationale, le 3e plus haut pourcentage de présences sur les buts (,400) et la 3e meilleure moyenne de puissance (,553). Il mène la Nationale avec 194 coups sûrs, finit second pour le total de buts avec 328 et second pour les points marqués avec 107, un de moins que le meneur Ryan Braun. Candidat au titre de joueur par excellence de la saison, il prend le 3e rang du vote derrière le lauréat Buster Posey et Braun, gagnant en 2011.
McCutchen est en 2012 récompensé d'un premier Bâton d'argent qui souligne ses capacités offensives, et reçoit un premier Gant doré récompensant l'excellence en défensive.

#### Saison 2013

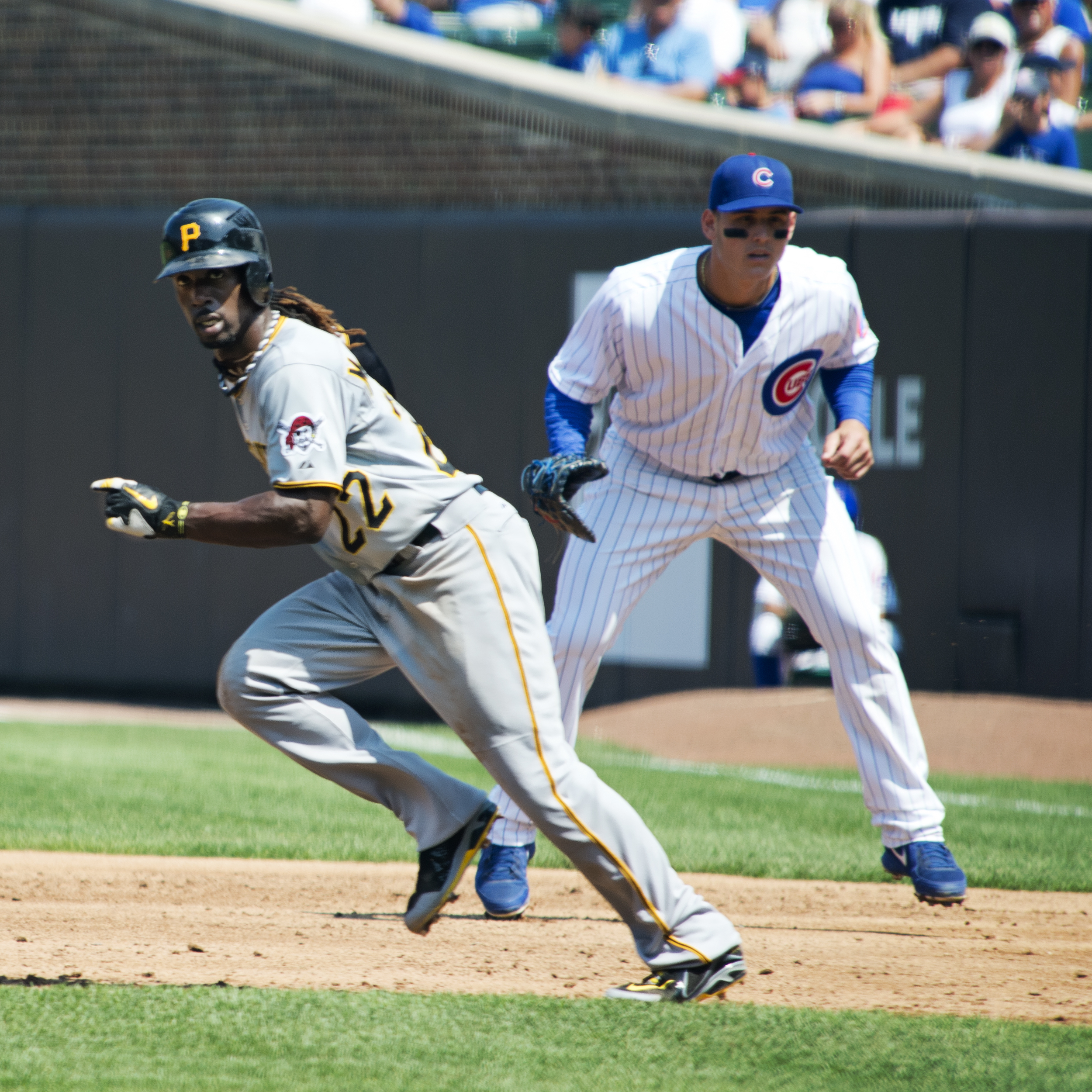
À gauche, Andrew McCutchen dans un match face aux Cubs de Chicago.

La saison 2013 est l'année de la reconnaissance pour McCutchen, qui est élu joueur par excellence de la Ligue nationale. Au vote désignant le lauréat, il reçoit 28 des 30 votes de première place pour être préféré à Paul Goldschmidt des Diamondbacks et Yadier Molina des Cardinals, ce dernier recevant les deux autres votes de première place. McCutchen frappe en 2013 dix circuits de moins qu'en 2012 et sa moyenne de puissance passe de ,553 à ,508. Il apparaît néanmoins parmi les meneurs de la ligue dans plusieurs catégories offensives : 3e pour la moyenne de présence sur les buts (,404), 3e pour les coups sûrs (185), 4e pour les buts-sur-balles (78), 5e pour le total de buts (296), 6e pour la moyenne de puissance, 6e pour les points comptés (97), 6e pour les buts volés (27), 7e pour la moyenne au bâton (,317) et 7e pour les doubles (38). 
Il honore sa 3e sélection au match d'étoiles et remporte un second Bâton d'argent pour ses performances offensives. Il aide les Pirates à mettre fin à une séquence de 20 ans sans club gagnant, l'équipe remportant plus de matchs qu'elle n'en perd et accédant aux séries éliminatoires pour la première fois depuis 1992. McCutchen frappe deux coups sûrs, reçoit deux buts-sur-balles dont un intentionnel et marque un point dans le match de meilleur deuxième qui lance les éliminatoires et permet aux Pirates d'éliminer leurs rivaux de division, les Reds de Cincinnati. Il réussit 5 coups sûrs en 18 présences au bâton pour une moyenne de ,278 dans les 5 matchs de Série de division où Pittsburgh subit l'élimination aux mains des Cardinals de Saint-Louis.

#### Saison 2014
En juin 2014, McCutchen est voté meilleur joueur du mois de la Ligue nationale pour la 3e fois de sa carrière. Durant la période, il frappe 36 coups sûrs dont 8 circuits, marque 19 fois, vole 5 buts, conserve une moyenne de présence sur les buts de ,410 et affiche une moyenne de puissance de ,686.
Il est voté sur l'équipe partante de la Ligue nationale au match des étoiles 2014.

#### Saison 2015

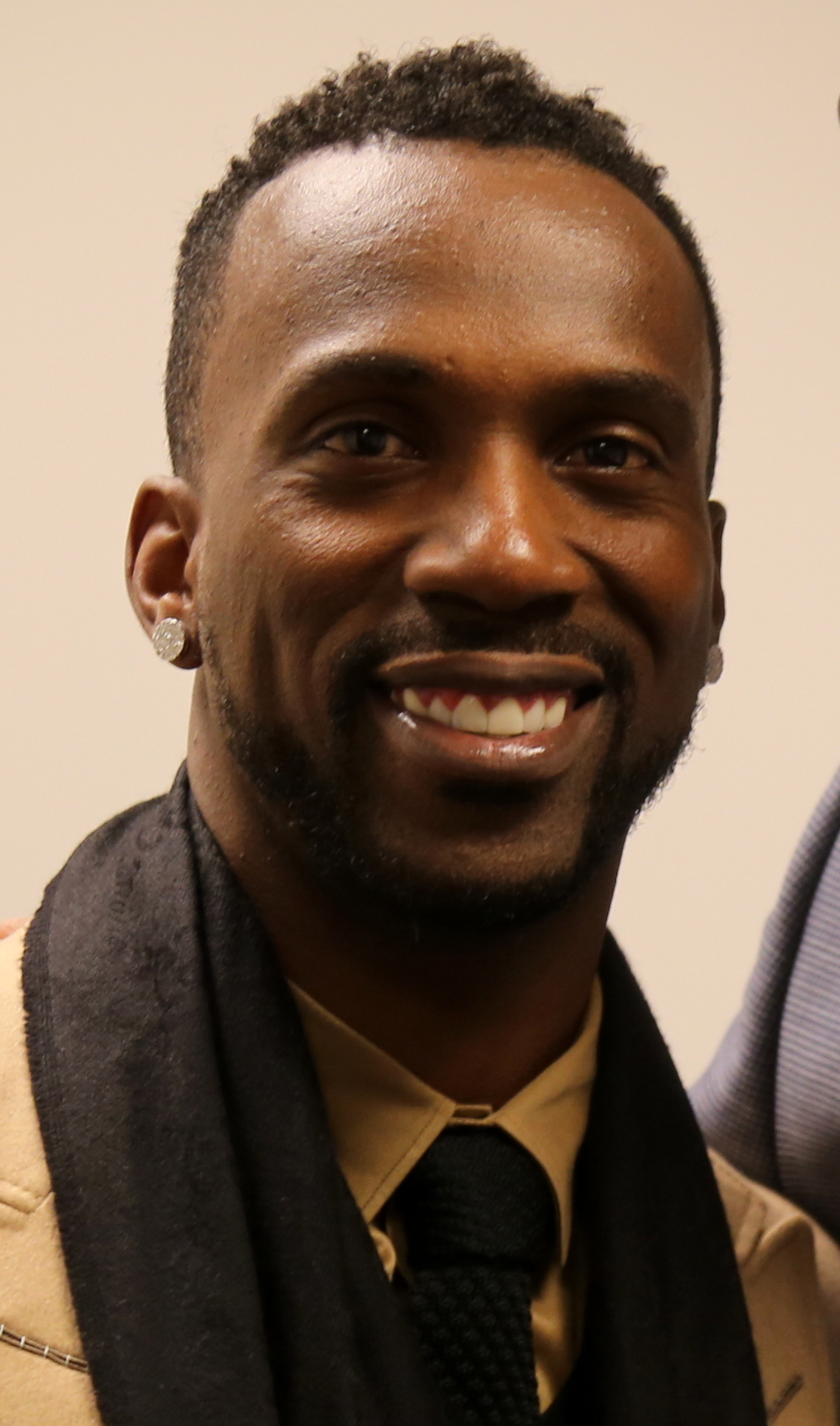
Andrew McCutchen en 2015.

Pour la quatrième fois de sa carrière, McCutchen est nommé joueur du mois grâce à ses performances en août 2015, où en 27 matchs des Pirates il maintient une moyenne au bâton de ,348 et une OPS de 1,079.
McCutchen reçoit en 2015 le prix Roberto Clemente pour son implication dans sa communauté et sa participation à des initiatives charitables.

#### Saison 2017
En juin 2017, McCutchen est élu joueur du mois dans la Ligue nationale pour la 5e fois de sa carrière : à sa moyenne au bâton de ,411 durant cette période, il ajoute une moyenne de présence sur les buts de ,505 et une moyenne de puissance de ,689. McCutchen est le premier joueur des Pirates à recevoir 5 fois l'honneur, battant le record de 4, détenu par Barry Bonds.

### Giants de San Francisco
Le 15 janvier 2018, McCutchen est échangé aux Giants de San Francisco contre le lanceur droitier Kyle Crick et du joueur de champ extérieur Bryan Reynolds.

## Vie privée
McCutchen a demandé en mariage Maria Hanslovan, qu'il fréquente depuis plusieurs années, le 11 décembre 2013 lors d'un épisode de l'émission télévisée Ellen.

## Statistiques
| Saison | Équipe                 | G    | AB   | R   | H    | 2B  | 3B | HR  | RBI | SB  | BA   | OBP  | SLG  |
| ------ | ---------------------- | ---- | ---- | --- | ---- | --- | -- | --- | --- | --- | ---- | ---- | ---- |
| 2009   | Pittsburgh             | 108  | 433  | 74  | 124  | 26  | 9  | 12  | 54  | 22  | .286 | .365 | .471 |
| 2010   | Pittsburgh             | 154  | 570  | 94  | 163  | 35  | 5  | 16  | 56  | 33  | .286 | .365 | .449 |
| 2011   | Pittsburgh             | 158  | 572  | 87  | 148  | 34  | 5  | 23  | 89  | 23  | .259 | .364 | .456 |
| 2012   | Pittsburgh             | 157  | 593  | 107 | 194  | 29  | 6  | 31  | 96  | 20  | .327 | .400 | .553 |
| 2013   | Pittsburgh             | 157  | 583  | 97  | 185  | 38  | 5  | 21  | 84  | 27  | .317 | .404 | .508 |
| 2014   | Pittsburgh             | 146  | 548  | 89  | 172  | 38  | 6  | 25  | 83  | 18  | .314 | .410 | .542 |
| 2015   | Pittsburgh             | 157  | 566  | 91  | 165  | 36  | 3  | 23  | 96  | 11  | .292 | .401 | .488 |
| 2016   | Pittsburgh             | 153  | 598  | 81  | 153  | 26  | 3  | 24  | 79  | 6   | .256 | .336 | .430 |
| 2017   | Pittsburgh             | 156  | 570  | 94  | 159  | 30  | 2  | 28  | 88  | 11  | .279 | .363 | .486 |
| 2018   | San Francisco New York | 155  | 569  | 83  | 145  | 30  | 3  | 20  | 65  | 14  | .255 | .368 | .424 |
| Totaux | Totaux                 | 1501 | 5602 | 897 | 1608 | 322 | 47 | 223 | 790 | 185 | .287 | .378 | .481 |

| Saison | Équipe     | G  | AB | R | H  | 2B | 3B | HR | RBI | SB | BA   | OBP  | SLG  |
| ------ | ---------- | -- | -- | - | -- | -- | -- | -- | --- | -- | ---- | ---- | ---- |
| 2013   | Pittsburgh | 6  | 21 | 3 | 7  | 1  | 0  | 0  | 0   | 0  | .333 | .462 | .381 |
| 2014   | Pittsburgh | 1  | 3  | 0 | 0  | 0  | 0  | 0  | 0   | 0  | .000 | .250 | .000 |
| 2015   | Pittsburgh | 1  | 4  | 0 | 2  | 0  | 0  | 0  | 0   | 0  | .500 | .500 | .500 |
| 2018   | New York   | 5  | 18 | 2 | 2  | 0  | 0  | 0  | 1   | 0  | .111 | .158 | .111 |
| Totaux | Totaux     | 13 | 46 | 5 | 11 | 1  | 0  | 0  | 1   | 0  | .239 | .340 | .261 |

Note : G = Matches joués ; AB = Présence officielle au bâton  ; R = Points ; H = Coups sûrs ; 2B = Doubles ; 3B = Triples ; HR = Coup de circuit ;
RBI = Points produits ; SB = Buts volés ; BA = Moyenne au bâton ; OBP = Moyenne de présence sur les buts ; SLG = Moyenne de puissance